# Церква Покрови Пресвятої Богородиці (Поршна)
Церква Покрови Пресвятої Богородиці в Поршні — храм УГКЦ у селі Поршні Солонківської громади Львівського району Львівської области України.

## Історія
Перші згадки про церкву датуються 1570 (люстраційний реєстр), 1678 (відремонтована) та 1708 (реєстр церков, укладений Йосифом Шумлянським) роками. 1671 року були надані привілеї короля Михайла для о. Симона Поршнянського, зокрема ґрунти, що здавна належали церкві.
Мурований храм збудований 1925 року за проєктом архітектора Олександра Лушпинського на місці мурованої церкви, зведеної в 1803 році за пожертви патрона Йозефа Ріттена фон Горайського. У 1938, 1967–1968 роках храм був розписаний.
У церкві є чотириярусний іконостас першої половини ХХ ст. (з іконами Йосифа Дубогорського). Протягом 1967–1968 років виконано поліхромний стінопис. У святині зберігається давнє Євангеліє 1690 року, яке видане в друкарні Стравропігійського братства. 
Біля церкви є дерев'яна дзвіниця, побудована 1740 року.

## Парохи
- о. Симон Поршнянський (1671)
- о. Андрій Вишневецький (до 1762)
- о. Михайло Чайковський (адміністратор)
- о. Теодор Онишкевич (1789)
- о. Богдан Громницький (1802)
- о. Стефан Кулачковський (1832—1834)
- о. Іван Пачовський (1834—1835)
- о. Михайло Гороховський (1837)
- о. Панталеймон Штогрин (1835—1838, адміністратор)
- о. Михайло Геровський (1838—1848)
- о. Стефан Хоминський (1848—1850)
- о. Григорій Левицький (1850—1868)
- о. Констянтин Чепіль (1871—1875, адміністратор; 1875—1881)
- о. Володимир Глинський (1881—1882, адміністратор)
- о. Йосиф Бандира (1882—1887)
- о. Микола Олексій (1887—1888, адміністратор; 1888—1921)
- о. Євген Возняк (1922—1935)
- о. Діонизій Лукашевич (1936—1942)
- о. Мирослав Липинський (1942—1944)
- о. Олексій Коростіль — нині